# 魯珀特 (喬治亞州)
魯珀特（英語：Rupert）是位於美國喬治亞州泰勒縣的一個非建制地區。該地的面積和人口皆未知。

## 地理
魯珀特的座標為32°26′29″N 84°16′48″W / 32.44139°N 84.28000°W，而該地的平均海拔高度為132米（即440英尺）。